# John A. Fallon
John A. Fallon III est administrateur d'université et ancien président de l'université de l'Est du Michigan. Le Dr Fallon a commencé son mandat à l'UEM le 18 juillet 2005, après avoir été président de SUNY Potsdam et William Penn College. Il avait été nommé par le Conseil des régents de l'UEM en mars 2005. Fallon a été licencié par l'Eastern Michigan University le 15 juillet 2007, à la suite d'un scandale lié au meurtre de Laura Dickinson, qui a eu lieu sur le campus l'année précédente.

## Jeunesse
Fallon a grandi dans le Michigan et a fréquenté trois des universités publiques de l'État. Il a obtenu un baccalauréat ès sciences en éducation de l'université de l'Ouest du Michigan, suivi d'une maîtrise en administration de l'éducation de l'université du Nord du Michigan et d'un doctorat en administration de l'éducation de l'université d'État du Michigan.

## Carrière
John A. Fallon a fait partie des facultés de la université d'État de Ball et de la Saginaw Valley State University, en plus d'être président de SUNY Potsdam et de William Penn College. Il a été nommé par le Conseil des régents de l'Eastern Michigan University en mars 2005. Il a finalement été licencié par l'UEM le 15 juillet 2007.
Bien que l'université n'ait pas indiqué la raison de son licenciement, on pense qu'il est lié à la façon dont Fallon a géré la mort de Laura Dickinson, une étudiante de l'Eastern Michigan University, tuée dans son dortoir le 15 décembre 2006. Fallon et d'autres responsables universitaires ont d'abord déclaré que sa mort n'était pas le résultat d'un acte criminel. Cette déclaration initiale s'est révélée fausse après qu'un autre étudiant de l'université a été arrêté pour le viol et le meurtre de Dickinson.
Fallon a poursuivi l'UEM pour tenter de regagner son ancien poste, alléguant que le conseil des régents avait utilisé la mort de Dickinson pour l'évincer avant qu'il ne puisse rendre publiques les allégations entourant leur "culture du secret".